# Galaktiska kvadranter

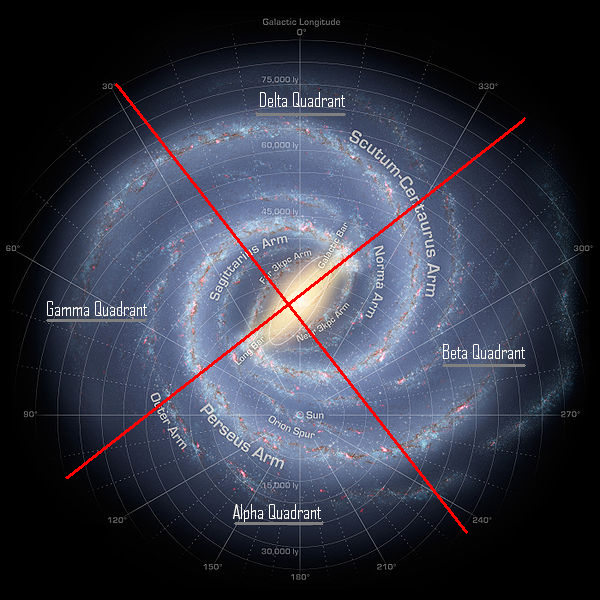
Vintergatan och de fyra kvadranterna beskrivna i Star Treks universum

En Galaktisk kvadrant är i Star Treks fiktiva universum en del av galaxen Vintergatan. Galaxen är indelad i fyra kvadranter, vilka i sin tur är uppdelade i sektorer. I originalserien, hänvisade den till ett område som var utbytbart med en sektor, medan de senare serierna introducerade systemet med fyra Galaktiska kvadranter, namngett efter de grekiska bokstäverna Alfa, Beta, Gamma och Delta. Rent matematiskt är en kvandrant ett av de 4 områden som begränsas av axlarna i ett koordinatsystem.

## Ursprunglig användning
Den ursprungliga användningen av begreppet 'kvadrant' dyker upp i avsnitt som till exempel "The Deadly Years" och "The Squire of Gothos", där numrerade kvadranter (448 och 904) anges. I andra avsnitt verkar den referera till en hel fjärdedel av galaxen. Den tredje säsongens Star Trek: The Next Generation Writers' Technical Manual påstår att det är fyra kvadranter i varje sektor (som verkar variera i storlek).

## Fyra kvadranter
Avsnittet "The Price" i Star Trek: The Next Generation introducerar konceptet med fyra galaktiska kvadranter med namnen Alfa, Beta, Gamma och Delta.
Star Trek VI - The Undiscovered Country antyder att gränsen mellan Alpha- och Betakvadranten går igenom Federationens territorium. Star Trek Encyclopedia attribuerar detta beslut för att rationalisera en replik i Star Trek II Khans vrede, där James T. Kirk påstod att Enterprise var det enda skeppet i en kvadrant.  Kartor tillverkade av seriens konstteam (både på TV och publicerade) visade att gränsen Alpha/Beta går igenom Solsystemet.

### Alfa- och Betakvadranten
Om man utgår ifrån att den galaktiska meridianen sträcker sig från galaxens centrum och genom Jordens solsystem, ligger då Alphakvadranten mellan den 180:e och 270:e graden, medan Betakvadranten ligger mellan den 90:e och 180 graden.
Alfakvadranten och de närmaste delarna av Betakvadranten är centrum för handlingen i serierna Star Trek: The Original Series, Star Trek: The Next Generation, Star Trek: Deep Space Nine, och Star Trek: Enterprise. Enligt Encyclopedin, befinner Federationen sig till större delen i alfakvadranten, förutom vissa delar som ligger i betakvadranten; där Klingon och Romulan imperierna har sin bas, men förlängs även in i alfakvadranten. De officiella Star Trek Star Charts låter Romulanerna och Klingonerna bo helt i betakvadranten, likaså Gorn Hegemony, Son'a Solidarity och Metron Consortiumet. De lokaliserade även grupperna First Federation, Breen, Ferengi, Tzenkethi, Cardassierna, Bajoranerna, Talarian och Tholianer till alfakvadranten.
När det gälle världar utanför kärnan, påstår Star Trek Star Charts att Vulcan (40 Eridani), Andoria (Procyon), Risa och Rigel (Beta Rigel) ligger i betakvadranten, medan Tellar (61 Cygni), Trill och Betazed återfinns i alfakvadranten.
Star Trek Star Charts visar att det Romulanska imperiet gränsar kärnvis och moturs från Federationens kärna, med Klingon imperiet gränsar kant till kant med Romulanerna. Federationens territorium ses expandera längre in i betakvadranten, runt om Klingon och Romulan imperierna. Övriga grupper som Cardassier, Tholianer och Ferengi är på medurssidan av Federationen.  I 1975 års Star Fleet Technical Manual av Franz Joseph låter även den galaktiska meridianen även här dras genom solsystemet, men visar Romulanerna på moturs sida, och Klingonerna på medurs sida.
Även om Romulanerna och Klingonerna genom kartor visas bo i betakvadranten, använder sig Star Trek: Deep Space Nine dock inte av denna terminologi, och refererar dem som alfakvadrantiska grupperingar. Ronald D. Moore påpekade att: "Alpha quadrant is firmly planted in the audience's mind as where the Federation, the Klingons, and the Romulans all live so I think we'll stick with that nomenclature".
Omkring 600 000 år tidigare, dominerades alfakvadranten av Tkon imperiet, som under tiden då tv-serierna utspelar sig upphört att existera sedan länge.

### Gammakvadranten
Gammakvadranten ligger mellan den 270:e och den 360: graden.
Den utgör hemvisten för Changelings, eller Founders. Majoriteten av kvadranten styrs av organisationen Dominion.

#### Bajoranska maskhålet
I det fiktiva Star Trek-universumet, är det Bajoranska maskhålet är ett maskhål som ligger nära planeten Bajor. Bajoranernas religion refererar maskhålet som det så kallade "Celestial Temple". Den ser ut som en öppning av snurrande gyllene ljus omringar av blå moln, som syns när en farkost närmar sig och försvinner när den flyger in i den. Det dyker även upp när den orsakar en urladdning av en farkost. Maskhålet kan endast korsars av skepp som reser med impuls-hastighet. 
Maskhålet upptäcktes i det första avsnittet av Star Trek: Deep Space Nine. Man upptäcker att det leder från det Bajor-B'Hava'el systemet i Alfakvadranten till Idran systemet i Gammakvadranten, omkring 70 000 ljusår bort. På grund av den viktiga strategiska faktorn av ett sådant fenomen, flyttades rymdastationen Deep Space Nine ut från att ha roterat i omloppsbana kring Bajor till att omplaceras i närheten av maskhålet.
Stjärnflotte kommendören Benjamin Sisko och löjtnant Jadzia Dax är de första att ta kontakt med maskhålet och dess skapare, icke-fysiska varelser mer kända som Profeterna i den Bajoranska religionen. De refereras simpelt som "Wormhole Aliens" av Federationen. Det är dessa varelser som har försett Bajoranerna med de Orb-liknande energi artefakterna, eller "Tears of the Prophets". Dessa utgör artefakter utgör basen för den Bajoranska religionen.
Maskhålet blir en huvudpunkt i en serie konflikter genom hela serien, eftersom den låter en resa mellan Alfakvadranten och Gammakvadranten som kontrolleras av organisationen Dominion, en krigförande gruppering inte helt olik en illavarslande version av Federationen. Varken Dominion eller huvudgrupperingarna i Alfakvadranten vill att den andre ska skapa sig fotfäste i deras kvadrant, vilket leder till att det blir viktigt att ta kontroll över maskhålet. Maskhålet stängs vid en tidpunkt, som ett resultat av en av de så kallade "Tears of the Prophets" temporärt slås ut av Pah Wraitherna. Den återställs senare av en annan orb som upptäcktes av Benjamin Sisko.

### Deltakvadranten
Deltakvadranten ligger mellan 0 och den 90:e graden.
Det mesta av informationen kring Deltakvadranten och dess invånare kommer från Star Trek: Voyager. Förutom de resorna som USS Voyager, USS Equinox, SS Raven, den korta vistelsen av USS Enterprise NCC-1701-D, och de Federationska medborgarna som assimilserats eller åter-assimilserats från Borgerna, har Federationen ännu inte utforskat kvadranten fullt ut.
Deltakvadranten är hemvist åt Borgkollektivet, Kazonerna, Vidiierna, Talaxianerna, Ocampa, Hirogena, Malonerna, med flera. Species 8472, varelser från "flytande rymd", konfronteras för första gången i denna kvadrant, även om de inte hör hemma i denna region eller till den fysiska dimensionen.

## Den galaktiska kärnan
På en del kartor anses galaxens centrum vara sitt eget område, det vill säga att den inte är en dela av de fyra kvadranterna. Den stora barriären finns här och inuti den finns "Gud" (varelsen som Kirk och besättning påträffar i Star Trek V - Den yttersta gränsen). I kärnans område finns även varelserna Cytherians från TNG-avsnittet, "The Nth Degree".